# 安南將棋
安南將棋是出現在昭和20年代基於本將棋創作的日本將棋變體，與5五將棋一樣具有知名度。

## 規則

### 基本規則
- 棋子若正後鄰格有己方棋子，則前者行棋是改成後者的走法。
- 棋子配置除角行、飛車的步兵提前一格外，其餘同於本將棋。
- 其餘規則同本將棋。